# Matthew Upson
Matthew James Upson (Hartismere, 18. travnja 1979.) je engleski umirovljeni nogometaš. Igrao je sedam godina za englesku nogometnu reprezentaciju.